# 1860 en mathématiques
Cet article présente les faits marquants de l'année 1860 en mathématiques.

## Évènements
- Le mathématicien allemand Borchardt énonce et démontre la formule de Cayley en théorie des graphes[1].

## Naissances
- 22 janvier : Robert Franklin Muirhead (mort en 1941), mathématicien écossais.
- 20 février : Mathias Lerch (mort en 1922), mathématicien tchèque.
- 3 mai : Vito Volterra (mort en 1940), mathématicien et physicien italien.
- 17 mai : Charlotte Barnum (morte en 1934), mathématicienne américaine.
- 20 mai : Liouba Bortniker (morte dans les années 1900), mathématicienne française.
- 8 juin : Alicia Boole Stott (morte en 1940), mathématicienne britannique.
- 9 septembre : Frank Morley (mort en 1937), mathématicien Anglais.
- 20 septembre : Carlo Somigliana (mort en 1955), mathématicien italien.

## Décès
- 27 janvier : János Bolyai (né en 1802), mathématicien hongrois.
- 22 juin : Gabriel Alcippe Mahistre (né en 1811), mathématicien et mécanicien français.